# Supervelcro
Supervelcro fue un grupo de rock electrónico formado en Bogotá, Colombia, por la cantante Tana Vallejo y los músicos Tato Lopera y Rodrigo Mancera.

## Historia
Supervelcro nació del encuentro de Tana Vallejo (excorista de Andrés Cepeda y Compañía Ilimitada) con el fundador de Estados Alterados Tato Lopera, a los que posteriormente se unió Rodrigo Mancera (Morfonia), teniendo como principales influencias al sonido de David Bowie, Brian Eno, Kraftwerk y U2.
En la propuesta del grupo, además, se sentían las raíces de Estados Alterados en temas compuestos en conjunto por Tana y Lopera, lo cual se sumaba al sonido orgánico aportado por las guitarras de Mancera. Para 2003 grabaron el sencillo "Por dentro", el cual podía descargarse gratuitamente de su página web.
A mediados de 2004 presentaron el álbum Luciferina, un disco que oscilaba entre el pop y los ritmos electrónicos, con un profundo toque urbano. Los videoclips de las canciones "Círculos", "Un lugar" y "Por Dentro" rotaron en la programación de MTV Latino, ingresando "Por dentro" al conteo Los 10 + pedidos. Este álbum reflejó fuentes muy diversas entre el pop, el trip-hop, y el house, en una propuesta que buscaba acercar al público a la música electrónica sin pretensiones comerciales ni ópticas ortodoxas.
Durante su corta vida, Supervelcro se presentó en la edición de 2004 de Rock al Parque, además de alternar en las presentaciones que realizaron en Colombia artistas como Miguel Bosé, Diego Torres y  Bajofondo Tango Club.

## Integrantes
- Tana Vallejo (voz y tornamesas). Antes de Supervelcro colaboró como corista de artistas como Alejandro Martínez, Compañía Ilimitada, Poligamia y Andrés Cepeda. También grabó los temas musicales de series de televisión como Francisco el matemático.[4]
- Tato Lopera (sintetizadores, voz y programación). Uno de los pioneros de la música electrónica en Latinoamérica y fundador del grupo Estados Alterados, el cual continúa activo en la actualidad. También ha compuesto la música de películas como Kalibre 38 y ha sido productor de grupos como Bajo Tierra y Frecuencia.[4]
- Rodrigo Mancera (guitarras, teclados y voz). Fundador de la banda Morfonia. También ha sido músico invitado de El Bloque, Compañía Ilimitada y Juan Gabriel Turbay y productor de Piyo, Ají Baboso y 69 Nombres.[4]

## Discografía

### Álbumes de estudio
- Luciferina. Cosmódromo Records (2004)

### Videoclips
- Por dentro (2003)
- Círculos (2003)
- Desde cero (2004)
- Un lugar (2004)